# Jindřich Wankel

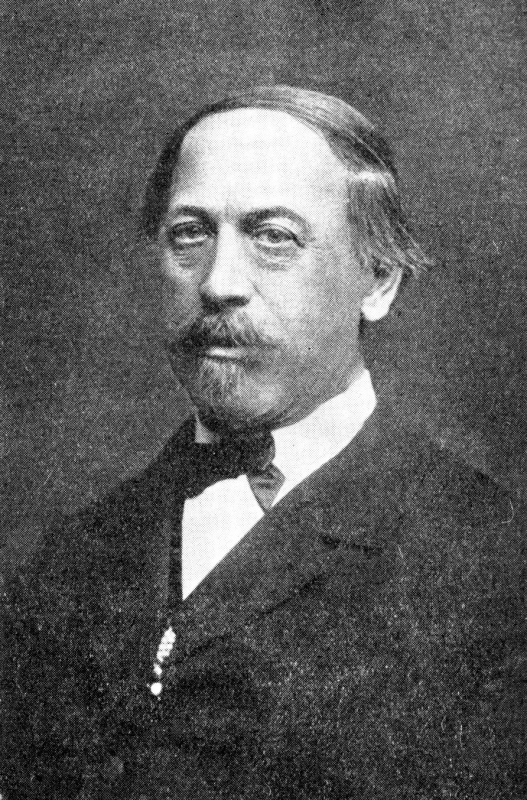
Jindřich Wankel (1821–1897)

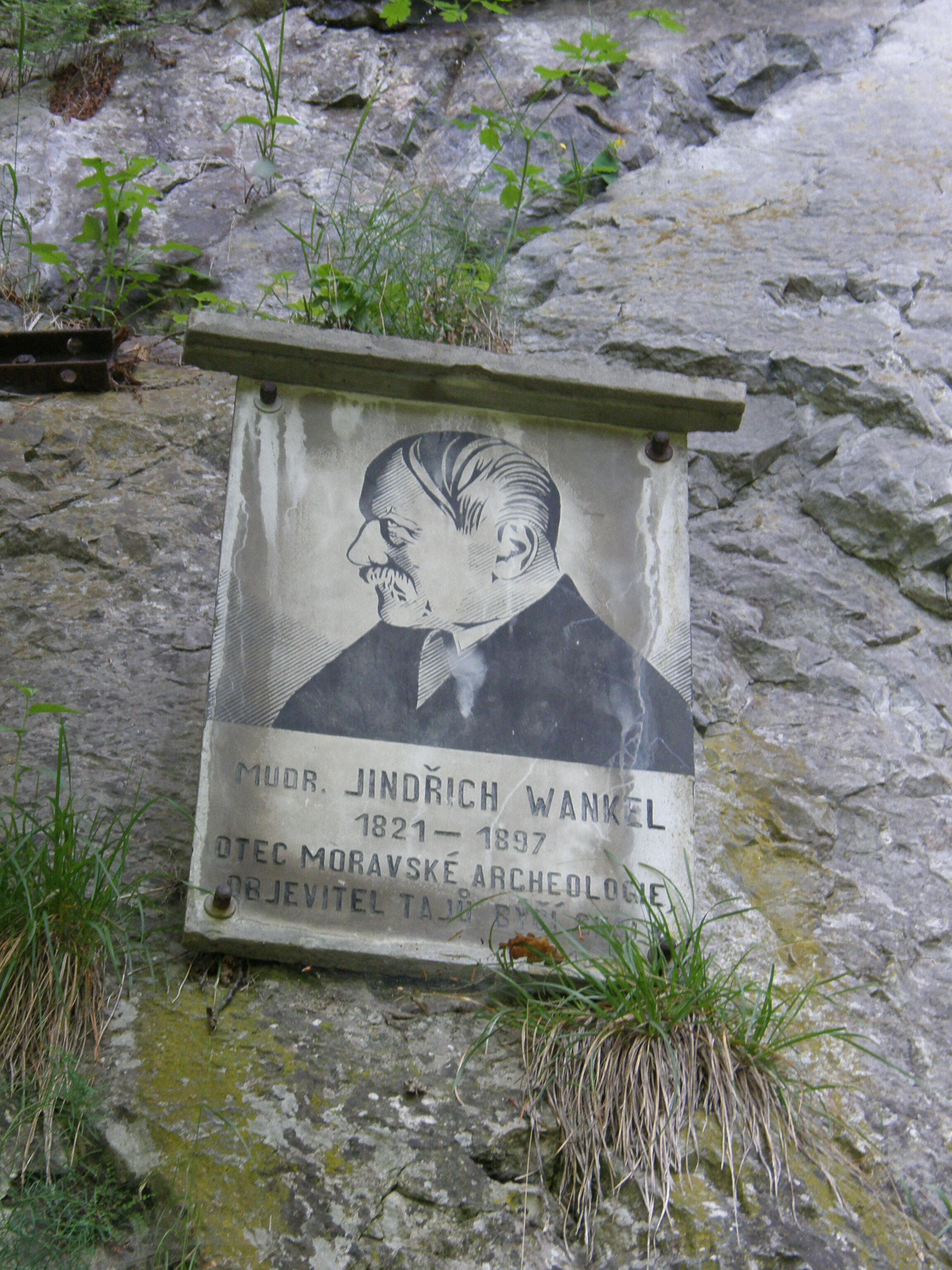
Emléktáblája a Býčí skála-barlangnál

Jindřich Wankel (Prága, 1821. július 15. – Olomouc, 1897. április 5.) orvos, jelentős morva régész és szpeleológus (barlangkutató).

## Élete
Prágában tanult, ahol az 1848-as felkelésben a barikádok sebesültjeit látta el. Ebben az évben végzett Bécsben. Előbb prof. Josef Hyrtl asszisztense volt, majd 1849-től Blanskóban lett orvos.
A 19. század 1850-es, 1860-as éveiben a Morva-karszt barlangjait térképezte fel. A feltárásaival lerakta a morva paleontológia alapjait. Sok leletet mentett meg az utókor számára, vásárlás útján is, ugyanis akkoriban a barlangokat gyakran kirabolták, a régi csontokat pedig cukorgyárakban hasznosították. Saját preparációs eljárást dolgozott ki és állatcsontokat állított össze. 1850-ben ő alapította az első kenozoikus laboratóriumot a világon Blanskoban, ahol a barlangi medve csontvázát rekonstruálta. Külföldi múzeumok számára is dolgozott, mint például München és Bern. Az eredményeit konferenciákon tette közzé.
Az 1870-ben alapított, mainzi Deutsche Gesellschaft für Anthropologie, Ethnologie und Uhrgeschichte első tagjai között volt. 1880-tól a předmostíi őskőkori temető első feltárásait végezte. Szoros, tudományos kapcsolatokat tartott fenn a zoológia, a paleontológia és az antropológia területén. A dán Japetus Steenstrup 1888-ban az osztrák őskor atyjának nevezte.
Az unokája Karel Absolon, aki szintén szpeleológus és régész volt, valamint Jaroslav Bakeš brünni orvos, sebész.

## Válogatás műveiből
- Obrazy z Moravského Švýcarska a jeho minulosti